# Film in 1926
Dit artikel gaat over de film in het jaar 1926.

## Gebeurtenissen
- Augustus – Warner Bros. debuteert met de eerste Vitafoon-film. Met het Vitafoon-systeem kunnen geluidseffecten en orkestmuziek toegevoegd worden aan films. Het systeem werd voor bijna 2000 korte films gebruikt.
- Theodore W. Case en E. I. Sponable demonstreren de allereerste geluidsfilm aan William Fox. De Fox Film Corporation vormde hierna de The Fox-Case Corp. om het nieuwe systeem een kans te geven, dat uiteindelijk Movietune zou gaan heten. De eerste geluidsfilms waren filmjournaal-films. Het allereerste filmjournaal met geluid is het verslag van Charles Lindbergh die vertrekt naar Parijs.
- De allereerste geluidsfilm, de onuitgebrachte A Plantation Act, wordt gemaakt.
- Die Abenteuer des Prinzen Achmed, de oudste geanimeerde film die nog bestaat, wordt uitgebracht.

## Succesvolste films
| Plaats | Titel                   | Studio               | Opbrengst      | Opbrengst  | Opbrengst           | Opbrengst |
| Plaats | Titel                   | Studio               | Internationaal | VS/Canada  | Verenigd Koninkrijk | Australië |
| ------ | ----------------------- | -------------------- | -------------- | ---------- | ------------------- | --------- |
| 1.     | Aloma of the South Seas | Paramount Pictures   |                | $3.000.000 |                     |           |
| 2.     | What Price Glory?       | Fox Film Corporation |                | $700.000.  |                     |           |

## Lijst van films
- 3 Bad Men
- Die Abenteuer des Prinzen Achmed
- Aloma of the South Seas
- De artisten-revue
- Bardelys the Magnificent
- Battling Butler
- Bet trekt de 100.000
- The Black Pirate
- The Boob
- La Bohème
- Brown of Harvard
- Carmen
- The Cohens and Kellys
- Cruise of the Jasper B
- The Devil's Circus
- Don Juan
- Faust (aka Faust - Eine deutsche Volkssage)
- Flesh and the Devil
- For Heaven's Sake
- The Great Gatsby
- The Great K & A Train Robbery
- It's the Old Army Game
- Kiki
- Love 'Em and Leave 'Em
- Madame Mystery
- Mare Nostrum
- Moana
- De moeder (Russische titel: Mat)
- Met Onze Jongens aan den IJzer
- Moderne Landhaaien
- My Own Pal
- Nana
- Old Loves and New
- Paris
- The Scarlet Letter
- The Sea Beast
- The Show Off
- The Son of the Sheik
- Sparrows
- Storm of Passion (aka Aiyoku no arashi)
- Der Student von Prag
- The Temptress
- Tramp, Tramp, Tramp
- Upstage
- Le Voyage imaginaire
- What Price Glory?
- The Wise Guy

## Geboren
| Datum                | Naam               | Beroep                  |
| -------------------- | ------------------ | ----------------------- |
| 5 januari († 2005)   | Maria Schell       | Actrice                 |
| 14 januari († 1991)  | Tom Tryon          | Acteur / Romanschrijver |
| 17 januari († 2006)  | Moira Shearer      | Actrice / Danseres      |
| 19 januari († 2016)  | Fritz Weaver       | Acteur                  |
| 20 januari († 2010)  | Patricia Neal      | Actrice                 |
| 11 februari († 2010) | Leslie Nielsen     | Acteur                  |
| 16 februari († 2003) | John Schlesinger   | Regisseur               |
| 6 maart († 2016)     | Andrzej Wajda      | Regisseur               |
| 16 maart († 2017)    | Jerry Lewis        | Acteur                  |
| 8 mei († 2017)       | Don Rickles        | Acteur / komiek         |
| 1 juni († 2012)      | Andy Griffith      | Acteur                  |
| 1 juni († 1962)      | Marilyn Monroe     | Actrice                 |
| 28 juni              | Mel Brooks         | Entertainer             |
| 14 juli († 2017)     | Harry Dean Stanton | Acteur                  |
| 21 juli              | Norman Jewison     | Regisseur               |
| 17 oktober († 2008)  | Beverly Garland    | Actrice                 |
| 18 oktober († 1991)  | Klaus Kinski       | Acteur                  |
| 30 november († 2003) | Richard Crenna     | Acteur                  |

## Overleden
| Datum        | Naam              | Leeftijd | Beroep  |
| ------------ | ----------------- | -------- | ------- |
| 30 januari   | Barbara La Marr   | 29       | Actrice |
| 23 augustus  | Rudolph Valentino | 31       | Acteur  |
| 11 september | Matsunosuke Onoe  | 50       | Acteur  |

1870-1879 · 1880-1889 · 1890 · 1891 · 1892 · 1893 · 1894 · 1895 · 1896 · 1897 · 1898 · 1899 · 1900 · 1901 · 1902 · 1903 · 1904 · 1905 · 1906 · 1907 · 1908 · 1909 · 1910 · 1911 · 1912 · 1913 · 1914 · 1915 · 1916 · 1917 · 1918 · 1919 · 1920 · 1921 · 1922 · 1923 · 1924 · 1925 · 1926 · 1927 · 1928 · 1929 · 1930 · 1931 · 1932 · 1933 · 1934 · 1935 · 1936 · 1937 · 1938 · 1939 · 1940 · 1941 · 1942 · 1943 · 1944 · 1945 · 1946 · 1947 · 1948 · 1949 · 1950 · 1951 · 1952 · 1953 · 1954 · 1955 · 1956 · 1957 · 1958 · 1959 · 1960 · 1961 · 1962 · 1963 · 1964 · 1965 · 1966 · 1967 · 1968 · 1969 · 1970 · 1971 · 1972 · 1973 · 1974 · 1975 · 1976 · 1977 · 1978 · 1979 · 1980 · 1981 · 1982 · 1983 · 1984 · 1985 · 1986 · 1987 · 1988 · 1989 · 1990 · 1991 · 1992 · 1993 · 1994 · 1995 · 1996 · 1997 · 1998 · 1999 · 2000 · 2001 · 2002 · 2003 · 2004 · 2005 · 2006 · 2007 · 2008 · 2009 · 2010 · 2011 · 2012 · 2013 · 2014 · 2015 · 2016 · 2017 · 2018 · 2019 · 2020 · 2021 · 2022 · 2023 · 2024 · 2025